# Richard Stephen Seminack
Richard Stephen Seminack (* 3. März 1942 in Philadelphia, Pennsylvania; † 16. August 2016 in Hoffman Estates, Illinois) war Eparch der ukrainisch griechisch-katholischen Eparchie Saint Nicolas of Chicago.

## Leben
Geboren wurde Richard Stephen Seminack im Jahre 1942 in Philadelphia. Seine Vorfahren stammen aus der Ukraine. Als ältestes Kind, von insgesamt sieben der Familie Seminack, besuchte er in seiner Geburtsstadt die katholische Grundschule St. Martin of Tours Catholic Elementary School, die von den Josefsschwestern geleitet wird. Ebenfalls in Philadelphia die weiterführende katholisch Schule Father Judge Catholic High School. Seine Berufung zum priesterlichen Dienst konkretisierte sich im theologischen Vorbereitungsseminar an der St. Basil Seminary Preparatory High School. Diese griechisch-katholische High School ist der ukrainischen Eparchie Stamford unterstellt.
Im Jahre 1963 setzte Seminack sein theologisches Studium an der Katholischen Universität von Amerika fort. Sein Hauptfach wurde kanonisches Recht. Am 25. Mai 1967, im Alter von fünfundzwanzig Jahren, wurde Richard Stephen Seminack in seiner Geburtsstadt zum Priester der ukrainischen griechisch-katholischen Kirche geweiht. Sein erster pastoraler Dienst erfolgte in der Pfarrei St. Josaphat der r Erzeparchie Philadelphia. Die Eparchie entsandte Seminack für weitere Studien an das Päpstliche Orientalische Institut nach Rom. Im Juni 1968 schloss Seminack sein Studium im Bereich des Ostkirchenrechts ab.
Nach seiner Rückkehr in die Vereinigten Staaten wirkte er in den Pfarreien von Chester, Landsdale, Warrington, Miami und Parma. Außerdem war Seminack Religionslehrer an der St. Basil Academy und Kaplan am Manor College in Jenkintown. Administrator der Mission vom Heiligsten Herzen in Fox Chase und bevollmächtigter Leutnant des United States Navy Chaplain Corps. Ab dem 8. Juni 1984 übernahm Seminack die Pfarrei der Heiligen Dreieinigkeit in Carnegie. Für seine geleisteten Tätigkeiten wurde Richard Stephen Seminack am 5. Oktober 1984 von Papst Johannes Paul II. der Ehrentitel eines Päpstlichen Ehrenkaplans (Monsignore) verliehen.
Am 25. März 2003 wurde Seminack zum Eparchen von Chicago ernannt. Die Bischofsweihe spendete ihm der Großerzbischof von Lemberg, Ljubomyr Kardinal Husar, am 4. Juni 2003. Mitkonsekratoren waren der Erzbischof von Philadelphia, Stephen Soroka, und der Bischof von Saint Josaphat in Parma, Robert Mikhail Moskal.